# Ataque del 1 de abril (Chipre)
Los ataques del 1 de abril fueron una serie de ataques a través de Chipre en 1955 por parte de la EOKA que condujeron al inicio de la Emergencia de Chipre. Múltiples instalaciones británicas fueron atacadas después de la medianoche por miembros de EOKA. Este ataque fue acompañado por la distribución de folletos en todo Chipre.

## Ataque
En la noche del 31 de marzo al 1 de abril de 1955, se lanzaron ataques simultáneos en la isla después de la medianoche en varias instalaciones británicas o vinculadas a ese país, que incluían:
- En Nicosia, la estación de radio del gobierno, la Secretaría, la Oficina de Educación y las instalaciones detrás de los cuarteles de Wolseley (este ataque fue dirigido por Markos Drakos);
- En Larnaca, la estación central de policía, la administración del distrito, el edificio de la corte, la casa del superintendente de policía, la casa del comisionado Muftizade;
- En Limasol, la estación central de policía, la estación de policía del barrio de Ayios Ioannis, la guarnición de Episkopi; En el distrito de Limasol también sufrieron graves daños por las explosiones.
- En el distrito de Famagusta, el depósito del campamento del ejército cerca de la carretera Famagusta-Larnaca, el tanque de combustible de la central eléctrica de la guarnición de Dhekelia. (El último ataque fue dirigido por Grigoris Afxentiou).

Durante este ataque, Modestos Panteli de la EOKA murió a causa de una descarga eléctrica al intentar cortar un cable, la primera víctima de la Emergencia. Los ataques fueron acompañados por la distribución de folletos de EOKA que reclamaban responsabilidad y llamaban a los chipriotas a participar en la lucha. Varios oficiales de la EOKA fueron arrestados en relación con los ataques y sentenciados a largas penas de prisión.